# Jad (Dekompilierer)
Jad (Java Decompiler) ist ein Decompiler für die Programmiersprache Java. Jad selbst ist kommandozeilenbasiert, es existieren jedoch GUIs für Jad wie beispielsweise DJ Java Decompiler. Ferner existieren Plugins von Jad für Entwicklungsumgebungen wie beispielsweise JadClipse, ein Plugin für die Eclipse IDE.
Laut CNET.com wurden in den letzten 8 Jahren die verschiedenen DJ Java Decompiler Versionen mehr als 10 Millionen Mal heruntergeladen.
Der Domainname, der für die offizielle Webseite benutzt wurde, ist am 25. Februar 2009 ausgelaufen. Die aktuelle JAD-Version unterstützt nur die Java-Klassen in den Versionen 45.3, 46.0 und 47.0 (entspricht Java 1.1, 1.2 und 1.3)
Eine vergleichbare Alternative mit Unterstützung aktueller Java-Versionen ist Java Decompiler.